# Liste des sénateurs de la Loire
Cet article dresse la liste des sénateurs élus dans le département de la Loire.
| Sénateur             |  | Parti | Premier mandat |
| -------------------- |  | ----- | -------------- |
| Cécile Cukierman     |  | PCF   | 2011           |
| Hervé Reynaud        |  | LR    | 2023           |
| Pierre-Jean Rochette |  | DVD   | 2023           |
| Jean-Claude Tissot   |  | PS    | 2017           |

## IIIeRépublique
- Lucien Arbel de 1876 à 1888
- Pierre de Montgolfier-Verpilleux de 1876 à 1879
- Camille de Meaux de 1876 à 1879
- Jean-Baptiste Chavassieu de 1879 à 1888
- Charles Cherpin de 1879 à 1884
- Étienne Brossard de 1885 à 1894
- Pierre Madignier de 1887 à 1894
- Barthélémy Brunon de 1888 à 1896
- Francisque Reymond de 1888 à 1905
- Albert Marchais de la Berge de 1891 à 1894
- Jean-Honoré Audiffred de 1894 à 1895 et de 1904 à 1917
- Pierre Waldeck-Rousseau de 1894 à 1904
- Philippe Blanc de 1895 à 1906
- Pierre Bourganel de 1895 à 1920
- Émile Crozet-Fourneyron de 1897 à 1906
- Émile Reymond de 1905 à 1914
- André Chollet de 1906 à 1911
- Gabriel Réal de 1906 à 1919
- Jean-Baptiste Morel de 1912 à 1927
- Louis Maurin de 1920 à 1924
- Fernand Merlin de 1920 à 1937
- Louis Soulié de 1920 à 1933
- Antoine Drivet de 1920 à 1940
- François Delay de 1924 à 1933
- Pierre Robert de 1927 à 1940
- Jean Neyret de 1933 à 1940
- Jean Taurines de 1933 à 1940
- Antoine Pinay de 1938 à 1940

## IVeRépublique
- Jules Boyer de 1946 à 1948
- Barthélémy Ott de 1946 à 1948
- Claudius Buard de 1946 à 1948
- Max Fléchet de 1948 à 1959
- Alexandre de Fraissinette de 1948 à 1955
- Aimé Malécot de 1948 à 1955
- Louis Metton de 1955 à 1959
- Claude Mont de 1955 à 1959

## VeRépublique
- André Chazalon de 1959 à 1962
- Claude Mont de 1959 à 1992
- Louis Martin de 1959 à 1983
- Henri Desseigne de 1959 à 1974
- Max Fléchet de 1963 à 1965
- Jean-Pierre Blanchet de 1967 à 1974
- François Dubanchet de 1974 à 1983
- Paul Pillet de 1974 à 1983
- Michel Durafour de 1965 à 1967 et de 1983 à 1988
- Louis Mercier de 1983 à 2001
- Lucien Neuwirth de 1983 à 2001
- François Mathieu de 1988 à 1997
- Guy Poirieux de 1992 à 2001
- Josiane Mathon-Poinat de 2001 à 2011
- Michel Thiollière de 2001 à 2010
- Christiane Longère de 2010 à 2011
- Jean-Claude Frécon de 2001 à 2016
- Maurice Vincent de 2011 à 2017
- Évelyne Rivollier de 2016 à 2017
- Bernard Fournier (LR) de 1997 à 2023
- Bernard Bonne (LR) de 2017 à 2023

### Depuis 2023
- Cécile Cukierman (PCF) depuis 2011
- Hervé Reynaud (LR) depuis 2023
- Pierre-Jean Rochette (DVD) depuis 2023
- Jean-Claude Tissot (PS) depuis 2017